# Penna

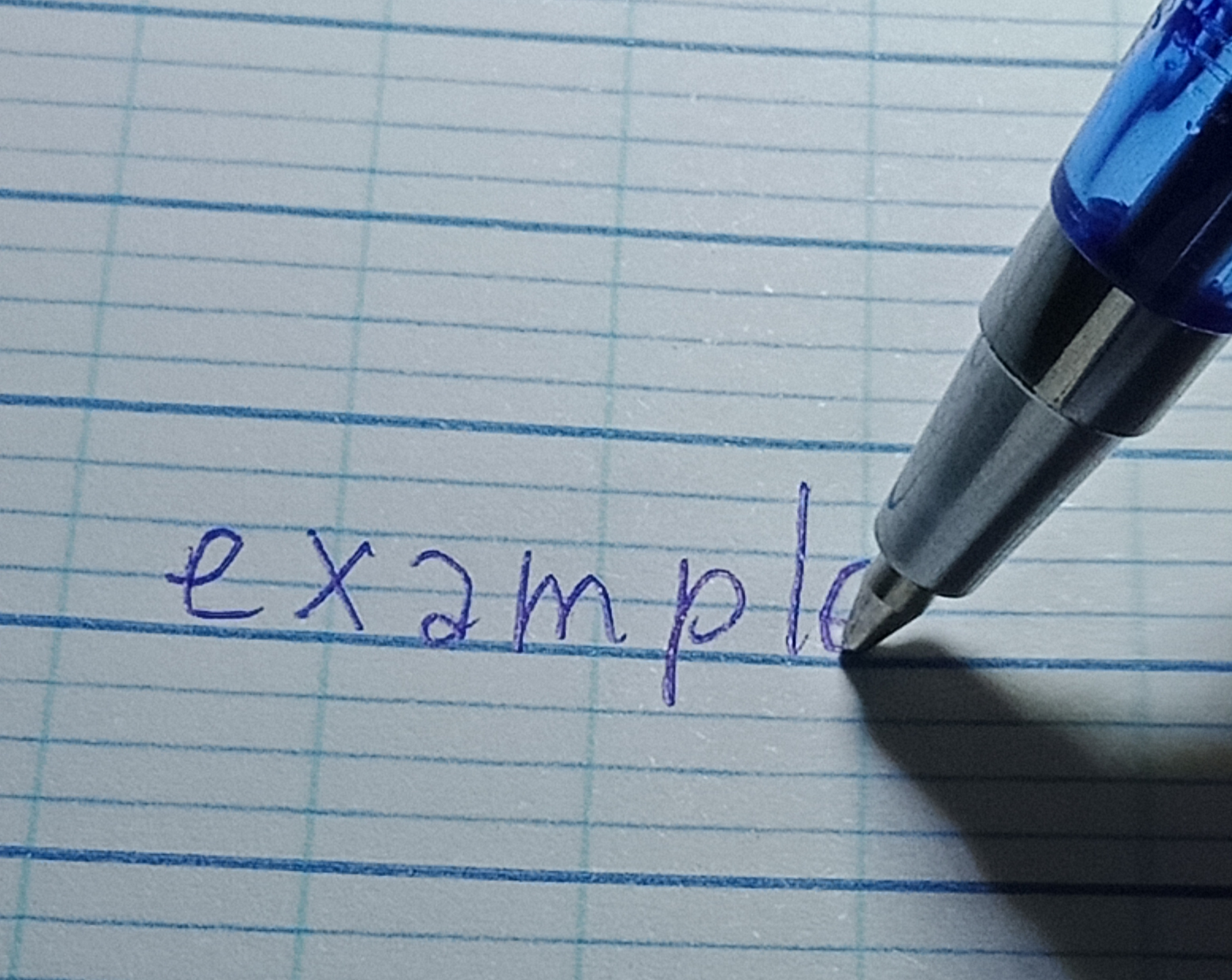
Kulspetspenna som skriver på papper.

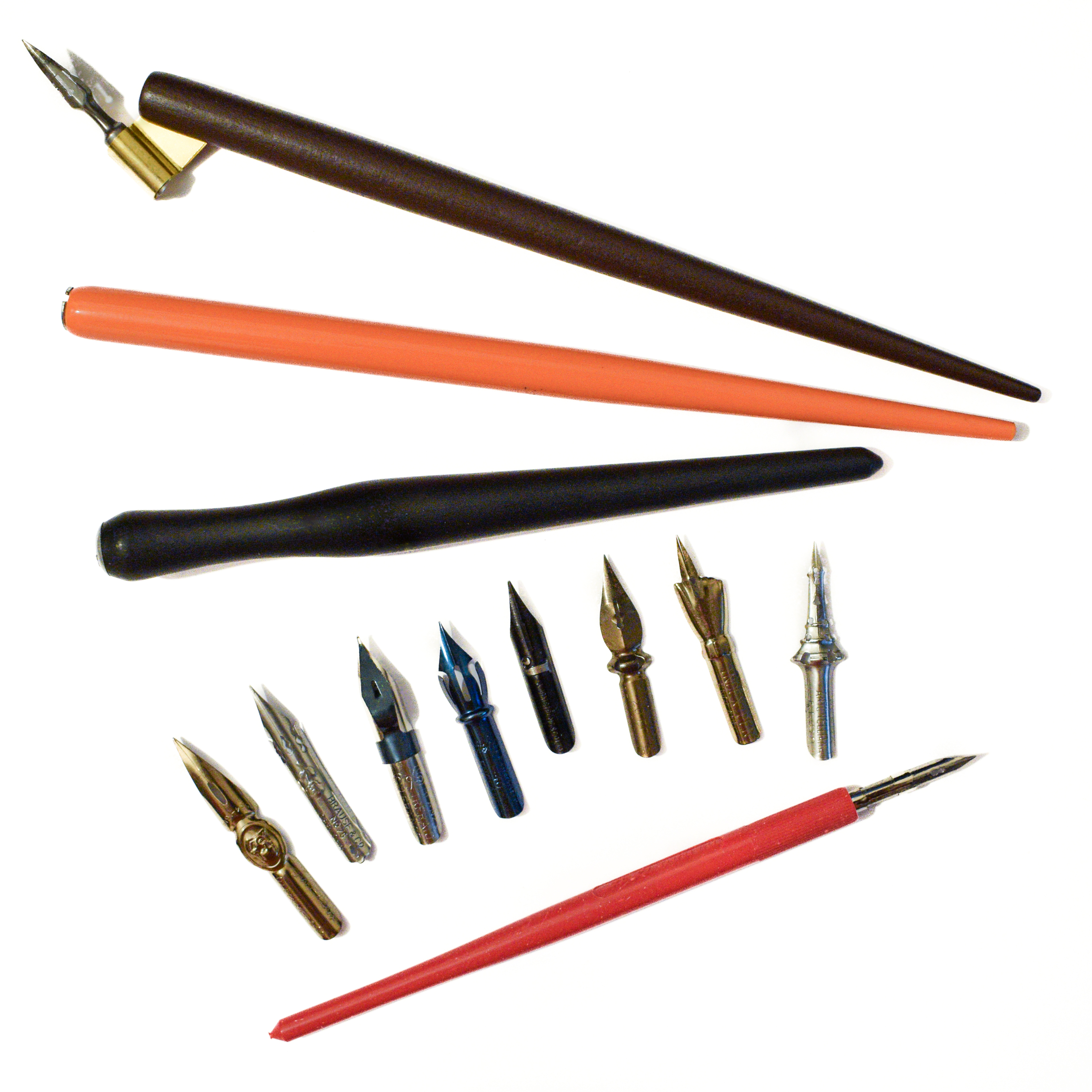
Fyra pennskaft och åtta stålpennor.

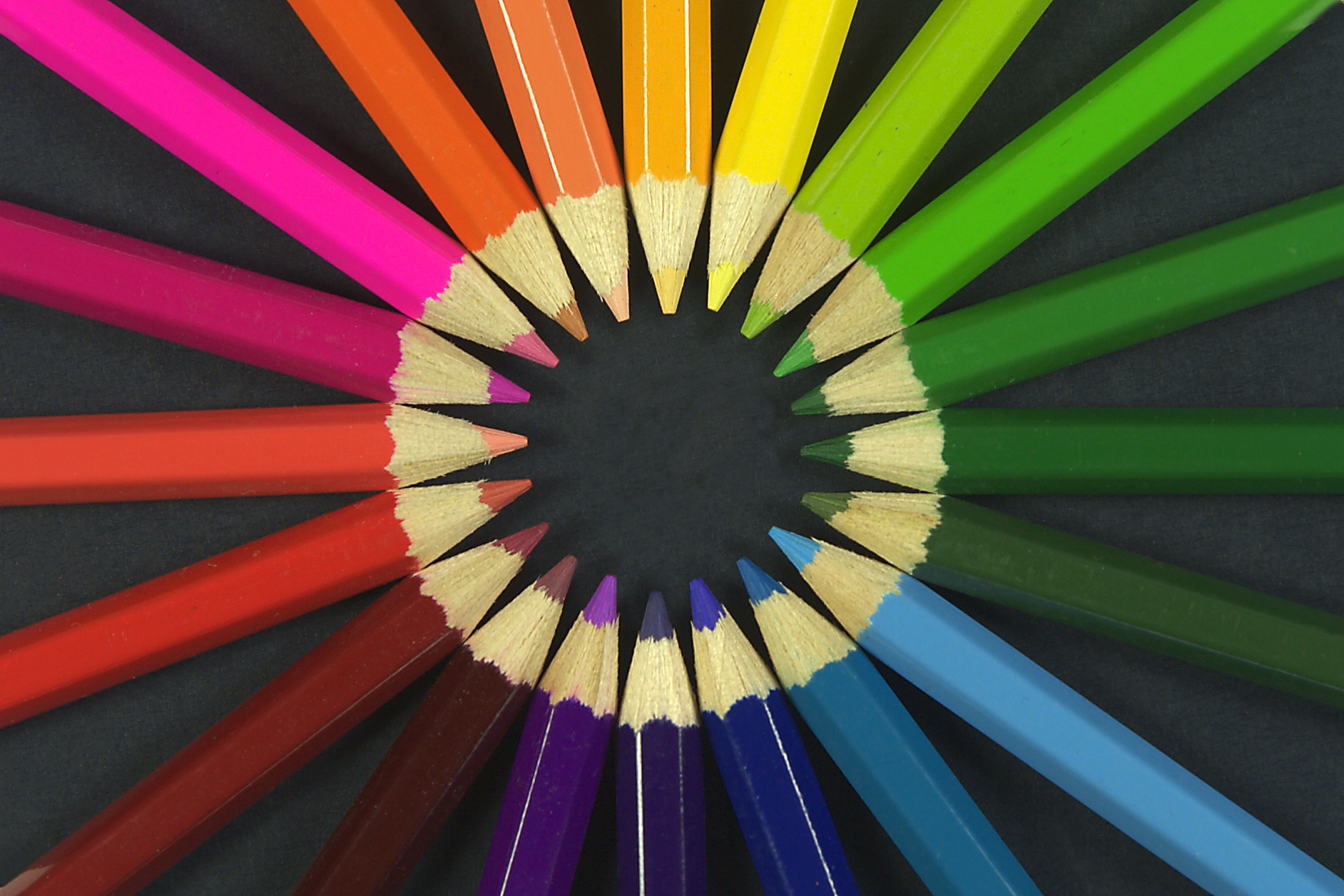
Pennor i olika färger.

Penna (av latin: penna, ”vingpenna”) är ett skrivverktyg som finns i många variationer, vanligen beståendet av en sisådär decimeterlång smal avlång stång med en anmärkande udd i ena änden. Stången utgör traditionellt handgrepp för skrivaren och används för att dra udden över en yta så den lämnar önskad märkning i sitt spår. 
Skriftlärare uppfann vasspennan i det antika Egypten som ett försök att hitta alternativ till fjäderpennor och att skriva i lera. Denna innovation ledde till många av de olika typerna av skrivverktyg vi har att skriva med idag.

## Typer av pennor
- Anilinpenna
- Blyertspenna
- Bläckpenna
- Duttpenna
- Fjäderpenna
- Färgpenna
- Kulspetspenna
- Ljuspenna
- Märkpenna
- Reservoarpenna
- Stiftpenna
- Stylus
- Stålpenna
- Tuschpenna
- Överstrykningspenna